# Municipio de Cleveland-North Kilgore
El municipio de Cleveland-North Kilgore (en inglés: Cleveland-North Kilgore Township) es un municipio ubicado en el condado de Clay en el estado estadounidense de Arkansas. En el año 2010 tenía una población de 2665 habitantes y una densidad poblacional de 18,39 personas por km².

## Geografía
El municipio de Cleveland-North Kilgore se encuentra ubicado en las coordenadas 36°26′59″N 90°33′13″O / 36.44972, -90.55361. Según la Oficina del Censo de los Estados Unidos, el municipio tiene una superficie total de 144.92 km², de la cual 144,6 km² corresponden a tierra firme y (0,22 %) 0,31 km² es agua.

## Demografía
Según el censo de 2010, había 2665 personas residiendo en el municipio de Cleveland-North Kilgore. La densidad de población era de 18,39 hab./km². De los 2665 habitantes, el municipio de Cleveland-North Kilgore estaba compuesto por el 97,22 % blancos, el 0,15 % eran afroamericanos, el 0,26 % eran amerindios, el 0,3 % eran asiáticos, el 0,41 % eran de otras razas y el 1,65 % eran de una mezcla de razas. Del total de la población el 0,9 % eran hispanos o latinos de cualquier raza.